# ホラーM
『ホラーM』（ホラーミステリー）は、かつてぶんか社が発行していた日本のホラー漫画雑誌。1993年に創刊、2010年7月に休刊。
2010年9月から電子書籍雑誌としてリニューアルした『デジタルホラーM』が毎月配信されていたが、vol.17（2012年1月配信）をもって終了。

## 概要
1993年に創刊。当初は『まんがシャレダ!!』（ぶんか社）の増刊として発行された。後に月刊となり、毎月6日に発売。
2008年7月5日発売の8月号から隔月刊（偶数月刊）となり、奇数月の6日発売に変更された。また2009年3月25日には、一部連載陣が移籍した姉妹誌『ホラーアンソロジー トカゲ』（アンソロジーコミック・奇数月発売）が刊行開始。2009年以降は「日本唯一のホラーコミック専門誌」をキャッチフレーズとする。
2010年7月6日発売の8月号を最後に休刊。またこれに先駆け、前述の『ホラーアンソロジー トカゲ』も同年5月24日発売のVol.8にて定期刊行を終了している。
両誌の連載作品の一部は、同年9月24日より配信が開始された月刊電子書籍雑誌『デジタルホラーM』にて再スタートを切って、Yahoo!ブックストアとeBookJapanと電子貸本Renta!にて有料配信されたが現在は一部のバックナンバーを残し配信を終了しており、こちらの後継誌も事実上休刊した。

## 主な掲載作品
- 暗黒辞典（御茶漬海苔）
- KATANA（かまたきみこ）
- サタニスター（三家本礼）
- ゾンビ屋れい子（三家本礼）
- 衰族館（大橋薫）
- すっくと狐（吉川うたた）
- 椿鬼（押切蓮介）
- ミスミソウ（押切蓮介）
- デス・ストーカー（秋乃茉莉）
- もののけ草紙（高橋葉介）
- 遊霊少女 凛（元町夏央）
- 新・呪いの招待状（曽祢まさこ）
- アロエッテの歌（犬木加奈子）